# 朱宸㵾
瑞昌悼順王朱宸㵾（1468年4月23日—1490年3月8日），號清齋，明朝寧藩瑞昌王府鎮國將軍，追封瑞昌王，瑞昌榮安王朱覲的庶長子。

## 生平
成化四年四月初二日（1468年4月23日）生。成化十三年六月二十一日（1477年7月30日），封鎮國將軍。
弘治元年（1488年）七月，瑞昌榮安王朱覲鐊去世。弘治三年二月十八日（1490年3月8日），朱宸㵾尚未等到皇帝遣使冊封即去世，享年二十三歲，追封瑞昌王，諡號悼順。九年後，嫡長子朱拱栟襲爵。

## 家庭

### 妻
- 楊氏（1470年－1521年）[1]，初冊為鎮國將軍夫人，弘治十四年（1501年）五月冊為瑞昌悼順王妃[5]

### 子孫
- 嫡長子：瑞昌王朱拱栟
- 嫡次子：鎮國將軍→庶人朱拱樛（1490年－1569年），號一清[6]，弘治五年（1492年）賜名[7]，正德十六年（1521）年因參與寧王之亂革為庶人[8]
  - 第一子：輔國將軍朱多煪[9]，號蒙泉[10]，奉敕供祀宗廟香火[11]
    - 第一子：奉國將軍朱謀塾[9]
      - 第一子：鎮國中尉朱統[11]

    - 第二子：奉國將軍朱謀墭[9]
      - 第一子：鎮國中尉朱統𨪴[11]

    - 第三子：奉國將軍朱謀[9]
      - 第一子：鎮國中尉朱統鋉[11]

    - 第四子：奉國將軍朱謀垟[9]
      - 第一子：鎮國中尉朱統鉫[11]
      - 第二子：鎮國中尉朱統𮢏[11]

  - 第二子：輔國將軍朱多[9]，號達泉[10]
    - 第一子：奉國將軍朱謀坷[9]
    - 第二子：奉國將軍朱謀垶[9]，一作「朱謀埣」[11]
      - 第一子：鎮國中尉朱統鍷[11]，配陳氏，封恭人，有十子[12]
        - 第一子：輔國中尉朱議渹[13]
        - 第二子：輔國中尉朱議浽[13]
        - 第三子：輔國中尉朱議汶（1595年9月13日—1649年9月9日），字遜陵。其女婿李元鼎為其撰墓誌銘。配汪氏，封宜人[12]
          - 第一子：奉國中尉朱中淞，娶羅氏，早逝[12]
          - 第二子：奉國中尉朱中庥，娶李氏，是紫函中丞李猶龍的女兒[12]
          - 第三子：庶人朱可中，未請名封[12]
            - 第一子：朱耀[12]

          - 第一女：嫁新建青嵐劉顯綺[12]
          - 第二女：朱中楣，嫁李元鼎[12]
          - 第三女：嫁廬陵人憲副黃鼎象[12]

        - 第四子：輔國中尉朱議澫[14]
        - 第五子：輔國中尉朱議碆[14]
        - 第六子：輔國中尉朱議湎[14]
        - 第七子：輔國中尉朱議潞[14]

      - 第二子：鎮國中尉朱統𨥵[11]

    - 第三子：奉國將軍朱謀墋[11]
      - 第一子：鎮國中尉朱統[11]

    - 第四子：奉國將軍朱謀墥[11]

  - 第三子：輔國將軍朱多炩[9]，號汲泉[10]
  - 第四子：輔國將軍朱多𤐰[9]，號淡泉[15]